# William Lassell

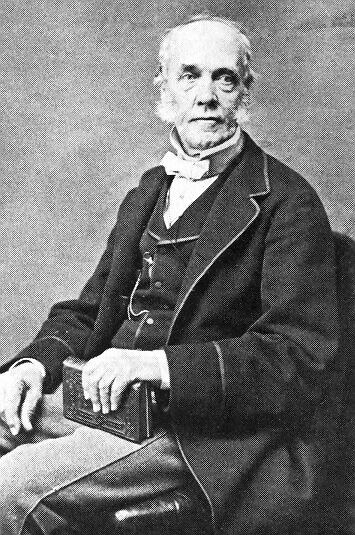
William Lassell

William Lassell (* 18. Juni 1799 in Bolton, England; † 5. Oktober 1880 in Maidenhead, England) war ein britischer Astronom, der bei seinem Tod in seiner Heimat als einer der bedeutendsten Vertreter seines Fachgebiets angesehen wurde.

## Leben
William Lassell betrieb nach einer kaufmännischen Ausbildung eine Brauerei. Deren wirtschaftlicher Erfolg ermöglichte es ihm, seinem Interesse an der Astronomie nachzugehen. Er baute nahe Liverpool eine Sternwarte mit einem 60-cm-Spiegelteleskop, das durch seine neuartige äquatoriale Montierung zur einfachen Nachführung des Sternenhimmels bekannt war. Seine Optiken schliff und baute er mit selbst konstruierten Maschinen zusammen. 
Am 10. Oktober 1846 entdeckte er Triton, den größten Mond des Planeten Neptun, nur 17 Tage nach der Entdeckung des Planeten durch Johann Gottfried Galle. 1848 entdeckte er unabhängig von William Cranch Bond und George Phillips Bond Hyperion, den achten Mond des Saturn. Im Jahre 1851 entdeckte er zwei neue Monde des Uranus, die nach einem Vorschlag des Astronomen John Herschel „Ariel“ und „Umbriel“ genannt wurden.
Als die britische Königin Victoria im Jahre 1851 Liverpool besuchte, war Lassell die einzige Persönlichkeit, die sie ausdrücklich zu treffen wünschte. 1855 baute er ein 120-cm-Teleskop, das er wegen besserer Beobachtungsbedingungen auf der Insel Malta installierte. 
1849 erhielt Lassell die Goldmedaille der Royal Astronomical Society. 1858 wurde er mit der Royal Medal der Royal Society ausgezeichnet. Von 1870 bis 1872 war er der Präsident der Royal Astronomical Society. 1849 wurde er zum Ehrenmitglied (Honorary Fellow) der Royal Society of Edinburgh gewählt.
William Lassell starb am 5. Oktober 1880 in Maidenhead.
Zu seinem Gedenken wurden je ein Krater (Lassell) auf dem Erdmond und dem Planeten Mars sowie der Asteroid (2636) Lassell nach ihm benannt. Entsprechendes gilt seit 1961 auch für den Mount Lassell auf der Alexander-I.-Insel in der Antarktis.

## Schriften
- Satellites of Saturn. Observations of MIMAS, the closest and most interior Satellite of Saturn. In: Monthly Notices of the astronomical society of London, 14. Jänner 1848, S. 42–43 (online bei ANNO).
- Discovery of a new Satellite of Saturn. In: Monthly Notices of the astronomical society of London, 9. Juni 1848, S. 195–197 (online bei ANNO). (Artikel enthalten im später erschienenen Ergänzungsband.)